# 1976年インスブルックオリンピックのイギリス選手団
1976年インスブルックオリンピックのイギリス選手団（1976ねんインスブルックオリンピックのイギリスせんしゅだん）は、1976年2月4日から2月15日まで、オーストリアのインスブルックで開催された1976年インスブルックオリンピックのイギリス選手団、およびその競技結果。

## 概要
今大会は金メダル1個、銀メダルと銅メダルはなかった。
フィギュアスケートの男子シングルでジョン・カリーが今大会イギリス選手団唯一のメダルとなった金メダルを獲得した。

## メダル
| メダル | 選手名         | 競技               | 種目         |
| ------ | -------------- | ------------------ | ------------ |
| 金     | ジョン・カリー | フィギュアスケート | 男子シングル |